# Фроліков Олексій Вікторович
Олексій Вікторович Фроліков (15 лютого 1957, Москва, СРСР — 31 березня 2020) — радянський і латвійський хокеїст, нападник. Переможець молодіжного чемпіонату світу. Майстер спорту СРСР міжнародного класу.

## Біографія
Вихованець дитячо-юнацької спортивної школи московського «Динамо». У складі юнацької збірної СРСР став чемпіоном Європи 1976 року. Дворазовий переможець молодіжних чемпіонатів світу (1976, 1977).
За «Динамо» дебютував 21 січня 1975 року, у матчі проти московського «Спартака». За сім сезонів провів 165 лігових ігор, закинув 49 шайб, зробив 40 результативних передач. Тричі був срібним призером чемпіонатів СРСР (1977, 1979, 1980) і одного разу — бронзовим (1981). Володар кубка СРСР 1976 року. В різні роки його партнерами по ланці були Юрій Чичурін, Анатолій Севідов, Сергій Свєтлов і Володимир Шашов.
Переможець турніру газети «Известия»-78 у складі збірної СРСР. Провів чотири матчі, відзначився голом у ворота канадців.
1981 року перейшов до лав ризьких «одноклубників». Другий за результативністю гравець латвійського клубу в чемпіонатах СРСР — 142 голи (у Хельмута Балдеріса — 266). Найкращий снайпер першості 1982/83 — 38 закинутих шайб. Найбільшим досягненням «Динамо» за радянських часів стало друге місце в сезоні 1987/88. Фроліков, у тому чемпіонаті, став найкращим бомбардиром команди і за підсумками сезону ввійшов до списку 34 найкращих хокеїстів країни. Майстер спорту міжнародного класу.
У складі динамівських команд провів 14 матчів у суперсеріях проти клубів Всесвітньої хокейної асоціації і Національної хокейної ліги (1978—1989). Відзначився закинутими шайбами у ворота «Едмонтон Ойлерз» (2), «Вінніпег Джетс» (2), збірної ВХА і «Лос-Анджелес Кінгс».
З 1989 по 1993 рік виступав за фінські клуби «Ессят» (Порі) і «Центерс» (Пієтарсаарі). За два сезони у СМ-лізі провів 95 ігор, 30 голів, 39 передач.
Завершувати ігрову кар'єру повернувся до Риги. На той час «Динамо» змінило назву на «Пардаугава» і виступало в Міжнаціональній хокейній лізі. Всього за команду зі столиці Латвії в чемпіонатах СРСР і турнірах МХЛ провів 437 матчів, закинув 152 шайби, зробив 129 результативних передач.
Виступав за збірну Латвії на двох чемпіонатах світу. У фіналі групи С 1993 року прибалтійські спортсмени перемогли збірну України, а наступного сезону посіли друге місце в групі «В». Всього на світових першостях провів 14 ігор, 13 голів, 11 передач.
За версією інтернет-видання «Sports.ru» входить до символічної збірної «Динамо» (Рига) радянської доби: Ірбе, Хатулєв — Крикунов, Балдеріс — Фроліков — Знарок.
Помер 31 березня 2020 року.

## Статистика
| Сезон                      | Клуб                       | Ліга                       | І   | Г   | П   | О   |
| -------------------------- | -------------------------- | -------------------------- | --- | --- | --- | --- |
| 1974/75                    | «Динамо» (Москва)          | вища                       | 2   | 0   | 0   | 0   |
| 1975/76                    | «Динамо» (Москва)          | вища                       | 9   | 1   | 1   | 2   |
| 1976/77                    | «Динамо» (Москва)          | вища                       | 25  | 4   | 2   | 6   |
| 1977/78                    | «Динамо» (Москва)          | вища                       | 11  | 1   | 2   | 3   |
| 1978/79                    | «Динамо» (Москва)          | вища                       | 44  | 16  | 13  | 29  |
| 1979/80                    | «Динамо» (Москва)          | вища                       | 42  | 20  | 12  | 32  |
| 1980/81                    | «Динамо» (Москва)          | вища                       | 32  | 7   | 10  | 17  |
| Усього в «Динамо» (Москва) | Усього в «Динамо» (Москва) | Усього в «Динамо» (Москва) | 165 | 49  | 40  | 89  |
| 1981/82                    | «Динамо» (Рига)            | вища                       | 56  | 21  | 19  | 40  |
| 1982/83                    | «Динамо» (Рига)            | вища                       | 56  | 38  | 17  | 55  |
| 1983/84                    | «Динамо» (Рига)            | вища                       | 43  | 20  | 12  | 32  |
| 1984/85                    | «Динамо» (Рига)            | вища                       | 52  | 13  | 22  | 35  |
| 1985/86                    | «Динамо» (Рига)            | вища                       | 38  | 9   | 10  | 19  |
| 1986/87                    | «Динамо» (Рига)            | вища                       | 39  | 11  | 9   | 20  |
| 1987/88                    | «Динамо» (Рига)            | вища                       | 48  | 24  | 15  | 39  |
| 1988/89                    | «Динамо» (Рига)            | вища                       | 38  | 6   | 8   | 14  |
| Усього в «Динамо» (Рига)   | Усього в «Динамо» (Рига)   | Усього в «Динамо» (Рига)   | 370 | 142 | 112 | 254 |
| 1989/90                    | «Ессят» (Порі)             | Д-2                        | 43  | 28  | 53  | 81  |
| 1990/91                    | «Ессят» (Порі)             | СМ-ліга                    | 43  | 20  | 26  | 46  |
| 1991/92                    | «Ессят» (Порі)             | СМ-ліга                    | 52  | 10  | 13  | 23  |
| 1992/93                    | «Центерс» (Пієтарсаарі)    | Д-2                        | 15  | 11  | 14  | 25  |
| 1992/93                    | «Пардаугава»               | МХЛ                        | 29  | 6   | 14  | 20  |
| 1994/95                    | «Пардаугава»               | МХЛ                        | 38  | 4   | 3   | 7   |
| Усього в Д-1               | Усього в Д-1               | Усього в Д-1               | 697 | 231 | 208 | 439 |

У юніорській і молодіжній збірних:
| Рік  | Команда          | Турнір | Місце | І | Г | П | О  | ШХ |
| ---- | ---------------- | ------ | ----- | - | - | - | -- | -- |
| 1976 | СРСР (юніорська) | ЮЧЄ    |       | 4 | 2 | 1 | 3  | 1  |
|      | СРСР (молодіжна) | МЧС    |       |   | 2 | 1 | 3  |    |
| 1977 | СРСР (молодіжна) | МЧС    |       | 7 | 6 | 5 | 11 | 12 |

Статистика виступів у збірній:
| № | Дата       | Місце  | Турнір          | Суперник       | Рахунок | Голи                                                                                           |
| - | ---------- | ------ | --------------- | -------------- | ------- | ---------------------------------------------------------------------------------------------- |
| 1 | 16.12.1978 | Москва | Приз «Известий» | Швеція         | 6-0     | Жлуктов (3), Шостак, Харламов, Капустін                                                        |
| 2 | 17.12.1978 | Москва | Приз «Известий» | Фінляндія      | 4-1     | О. Голиков (2), Балдеріс, Михайлов — Койвулахті                                                |
| 3 | 19.12.1978 | Москва | Приз «Известий» | Канада         | 9-3     | Балдеріс (2), Михайлов (2), Жлуктов, Фроліков, Капустін, Петров, Макаров — Дюпон, Керр, Горенс |
| 4 | 22.12.1978 | Москва | Приз «Известий» | Чехословаччина | 3-3     | Макаров, Васильєв, Михайлов — Еберманн, Бубла, П. Штястний                                     |